# 颱風鯨魚 (2009年)
| 太平洋颱風季             |
| 主題頁 - 專題 - 編輯指南 |

颱風鯨魚（菲律賓大氣地理天文部門：Dante，國際編號：0901，JTWC：01W，中國及香港譯作鯨魚）是2009年太平洋颱風季的一個熱帶氣旋。
鯨魚此名稱是由日本提供，意思指鯨魚星座。

## 發展過程及路徑
2009年4月27日早上，一低壓區於菲律賓馬尼拉附近海域形成，它的前身是剛橫過呂宋北部的冷鋒尾端。隨後，聯合颱風警報中心把它升格為熱帶擾動。但它在熱帶低氣壓Crising的影響下，它開始逐漸減弱。隨後幾天，它向西南方移動。
2009年5月1日，菲律賓大氣地球物理和天文管理局把它升格為熱帶低氣壓，並命名為Dante。下午，聯合颱風警報中心發出了熱帶氣旋形成警報。日本氣象廳於5月2日把在馬尼拉東南偏東約390公里的北太平洋西部上的Dante升格為熱帶低氣壓，命名為鯨魚。。
其後，於日本氣象廳發佈的最佳路徑中，日本氣象廳將鯨魚的風速上調至85節，氣壓下調至940hPa。

## 影響

### 菲律賓
颱風鯨魚正面吹襲菲律賓東部地區，與鯨魚相連的雨帶在菲律賓東北部觸發山泥傾瀉及淹沒農田，大雨導致21人被山泥活埋死亡，另6人溺斃或被吹倒之電纜觸及而喪生，9人失蹤，超過54,000人無家可歸。

## 內部連結
- 2009年太平洋颱風季
- 熱帶氣旋

## 外部連結
- （英文）https://web.archive.org/web/20090826230250/http://metocph.nmci.navy.mil/jtwc.php 聯合颱風警報中心首頁
- （日語）http://www.jma.go.jp/jma/index.html （页面存档备份，存于） 日本氣象廳首頁
- （繁體中文）http://www.cwb.gov.tw （页面存档备份，存于） 中央氣象局首頁
- （英文）http://www.pagasa.dost.gov.ph/ （页面存档备份，存于） 菲律賓大氣地球物理和天文管理局首頁
- （中文）http://www.hko.gov.hk （页面存档备份，存于） 香港天文台首頁
- （中文）http://www.smg.gov.mo （页面存档备份，存于） 澳門地球物理暨氣象局首頁
- （英文）http://agora.ex.nii.ac.jp/digital-typhoon/summary/wnp/s/200901.html.en （页面存档备份，存于） 數位颱風—颱風鯨魚的資料及圖片